# IC 4212
IC 4212 est une galaxie spirale barrée située dans la constellation de la Vierge. Sa vitesse par rapport au fond diffus cosmologique est de 1 798 ± 23 km/s, ce qui correspond à une distance de Hubble de 26,5 ± 1,9 Mpc (∼86,4 millions d'al). Elle a été découverte par l'astronome américain DeLisle Stewart en 1899.
La classe de luminosité de IC 4212 est III-IV et elle présente une large raie HI.
En raison d'une brillance de surface égale à 15,98 mag/am2, on peut qualifier IC 4212 de galaxie à faible brillance de surface (LSB en anglais pour low surface brightness). Les galaxies LSB sont des galaxies diffuses (D) avec une brillance de surface inférieure de moins d'une magnitude à celle du ciel nocturne ambiant.
À ce jour, deux mesures non basées sur le décalage vers le rouge (redshift) donnent une distance de 23,750 ± 2,616 Mpc (∼77,5 millions d'al), ce qui est à l'intérieur des valeurs de la distance de Hubble.

## Groupe de NGC 4995
Selon A. M. Garcia, IC 4212 fait partie du groupe de NGC 4995. Ce groupe de galaxies compte au moins cinq membres. Les quatre autres galaxies du groupe sont NGC 4928, NGC 4942, NGC 4981 et NGC 4995.